# Vũ Khoan
Vũ Khoan (7 tháng 10 năm 1937 – 21 tháng 6 năm 2023) là một chính trị gia và là nhà ngoại giao Việt Nam, từng giữ chức vụ Bí thư Trung ương Đảng Cộng sản Việt Nam, Phó Thủ tướng phụ trách Kinh tế đối ngoại Việt Nam từ tháng 8 năm 2002 đến cuối tháng 6 năm 2006. Ông được nhiều người cho là có nhiều đóng góp tích cực trong quá trình đàm phán Hiệp định Thương mại Việt-Mỹ và quá trình gia nhập Tổ chức Thương mại Thế giới (WTO) của Việt Nam.

## Xuất thân Thiếu sinh quân
Ông sinh ngày 7 tháng 10 năm 1937, quê ở huyện phú Xuyên, tỉnh Hà Tây (nay thuộc Xã Phú Xuyên, thành phố Hà Nội).
Khi quân Pháp nổ súng tái chiếm Đông Dương, ông làm liên lạc viên cho chính phủ Việt Minh. Năm 1949, ông được đưa về Việt Bắc, theo học tại Trường Thiếu sinh quân Việt Nam. Năm 1951, ông được Chính quyền Việt Nam Dân chủ Cộng hòa lựa chọn và sang học tại "Dục tài học hiệu Nam Ninh", sau chuyển sang "Dục tài học hiệu Nam Ninh-Quế Lâm" (còn gọi là trường Thiếu nhi Việt Nam tại Quảng Tây, Trung Quốc).

## Hoạt động trong ngành ngoại giao
Cuối năm 1954, khi chưa học xong lớp 7, ông được cử sang Liên Xô học tiếng Nga, học được 9 tháng thì được điều ra Đại sứ quán làm phiên dịch.
Tham gia vào ngành ngoại giao từ năm 1956, khởi đầu từ vị trí phiên dịch, đồng thời theo học bổ túc tại Trường Sư phạm Leningrad; giữa năm 1961, ông được cử theo học tại Trường Đại học Quan hệ Quốc tế Matxcơva (MGIMO), ngành Kinh tế Quốc tế. Ông được kết nạp Đảng Lao động Việt Nam ngày 19 tháng 12 năm 1961 và trở thành đảng viên chính thức ngày 19 tháng 8 năm 1962.
Tuy nhiên, năm 1964, khi chưa tốt nghiệp, ông được điều về nước, công tác ở Bộ Ngoại giao làm các công tác nghiên cứu chiến lược đối ngoại, kinh tế quốc tế, tổ chức. Ông 4 lần làm việc tại Đại sứ quán Việt Nam tại Liên Xô, đã từng tháp tùng Chủ tịch Hồ Chí Minh thăm hữu nghị và làm việc tại Liên Xô (cũ), từng làm phiên dịch tiếng Nga cho các lãnh đạo Đảng, Nhà nước Việt Nam như Lê Duẩn, Trường Chinh, Phạm Văn Đồng khi làm việc với lãnh đạo Liên Xô như Leonid Brezhnev, Nikolai Podgorny, Alexey Kosygin,... Ông có mặt trong buổi ký Hiệp ước hữu nghị và hợp tác Liên Xô - Việt Nam tại Điện Kremli vào năm 1978.
Ông lần lượt giữ các chức vụ: Tùy viên, Bí thư thứ Ba, Bí thư thứ Nhất, Tham tán, Tham tán Công sứ Đại sứ quán Việt Nam tại Liên Xô cho đến năm 1982.
Từ năm 1982, ông được rút về nước, lần lượt giữ các chức vụ Phó Vụ trưởng, rồi Vụ trưởng Vụ Tổng hợp Kinh tế, rồi Trợ lý Bộ trưởng Phụ trách về các vấn đề luật pháp, kinh tế và lãnh sự. Năm 1990, ông được bổ nhiệm làm Thứ trưởng Bộ Ngoại giao, năm 1998, được phân công làm Thứ trưởng Thứ nhất Phụ trách Quan hệ với các nước ở khu vực Châu Á - Thái Bình Dương, quan hệ với ASEAN, ASEM, APEC, công tác nghiên cứu, hợp tác kinh tế, lãnh sự, pháp luật, báo chí, đào tạo. Năm 2000, ông được Chủ tịch nước phong hàm Đại sứ Đặc mệnh toàn quyền.

## Đẩy mạnh Việt Nam gia nhập WTO
Ngày 28 tháng 1 năm 2000, ông được phê chuẩn bổ nhiệm làm Bộ trưởng Bộ Thương mại trong Chính phủ Việt Nam, kế nhiệm cho ông Trương Đình Tuyển chuyển sang làm Trưởng phái đoàn đàm phán gia nhập WTO của Việt Nam. Ngày 8 tháng 8 năm 2002, ông được phê chuẩn bổ nhiệm Phó Thủ tướng, được phân công Phụ trách Kinh tế đối ngoại, Chủ tịch Ủy ban Quốc gia về APEC. Trên cương vị của mình, ông được nhiều người cho là có nhiều đóng góp tích cực trong quá trình đàm phán Hiệp định Thương mại Việt-Mỹ và quá trình gia nhập Tổ chức Thương mại Thế giới (WTO) của Việt Nam.
Ngày 27 tháng 6 năm 2006, ông được Quốc hội phê chuẩn miễn nhiệm chức vụ Phó Thủ tướng vì lý do sức khỏe. Sau khi thôi chức Phó Thủ tướng, ông được Thủ tướng Nguyễn Tấn Dũng cử làm Đặc phái viên của Thủ tướng về đối ngoại, Tổng Chỉ huy các hoạt động Tuần lễ cấp cao APEC 2006 Hà Nội cuối năm 2006.
Ông được bầu làm Ủy viên Trung ương Đảng từ khóa VII đến khóa IX (1991-2006), Bí thư Trung ương Đảng Cộng sản Việt Nam khóa IX. Ông cũng được bầu làm Đại biểu Quốc hội các khóa X, XI.
Năm 2007, ông nghỉ hưu tại Hà Nội.

## Phong tặng
Sự nghiệp của ông là bề dày với các cuộc thương thuyết đàm phán, khởi sự là hoà đàm Paris trong thời gian chiến tranh, sau đó vấn đề người di tản, việc Việt Nam gia nhập ASEAN và khu mậu dịch tự do của khối này, kế đến là Hiệp định Thương mại Việt - Mỹ và một chặng đường dài với cuộc thương thuyết gia nhập WTO.
Ông là quan chức Nhà nước Việt Nam đầu tiên được vào Phòng Bầu Dục Nhà Trắng gặp gỡ Tổng thống Bill Clinton lúc bấy giờ, trong dịp Việt Nam và Hoa Kỳ ký kết Hiệp định Thương mại Việt-Mỹ.
Để tôn vinh công lao của ông, Nhà nước Việt Nam đã trao tặng:
- 2  Huân chương Độc lập hạng Nhất
- 2  Huân chương Lao động hạng Nhất
- Huân chương Lao động hạng Ba
- Huân chương Kháng chiến hạng Nhì
- Huân chương Kháng chiến chống Mỹ cứu nước hạng Nhì
- Hàm Đại sứ Đặc mệnh toàn quyền (2000)
- Huy hiệu 55 năm tuổi Đảng (2016)
- Huy hiệu 60 năm tuổi Đảng (2021)

Ngoài ra, ông còn được chính phủ các nước trao tặng:
- Huân chương Hữu nghị các dân tộc (Liên Xô)
- Huân chương Tự do hạng Nhất (Lào)
- Huân chương Mặt trời mọc (Nhật Bản)[11]

## Gia đình
Ông lập gia đình với bà Hồ Thể Lan, nguyên Vụ trưởng Vụ Báo chí, Người Phát ngôn Bộ Ngoại giao Việt Nam và là con gái của Giáo sư Bác sĩ Hồ Đắc Di. Hai người quen nhau cùng khóa học sinh được cử đi học ở Liên Xô năm 1954.
Ông có một con trai là Vũ Hồ, nguyên Vụ trưởng Vụ ASEAN, Bộ Ngoại giao. Hiện nay ông Vũ Hồ là Đại sứ Đặc mệnh toàn quyền Việt Nam tại Hàn Quốc.

## Qua đời và tang lễ
Sau một thời gian lâm bệnh trong lúc tuổi cao sức yếu, ông từ trần vào ngày 21 tháng 6 năm 2023 tại Bệnh viện Trung ương Quân đội 108.
Ban Bí thư Trung ương Đảng đã quyết định thành lập Ban lễ tang Nhà nước gồm 26 thành viên do Bí thư Trung ương Đảng, Phó Thủ tướng Lê Minh Khái làm trưởng ban.
Linh cữu của ông quàn tại Nhà tang lễ Quốc gia, số 5 Trần Thánh Tông, Hà Nội.
Lễ viếng tổ chức từ 8h đến 13h30 ngày 27/6 (tức ngày 10/5 năm Quý Mão).
Lễ truy điệu diễn ra vào 13h30 và lễ an táng vào 15h cùng ngày tại Nghĩa trang Mai Dịch, Hà Nội.

## Đánh giá
Sinh thời, ông Vũ Khoan được nhiều chuyên gia đánh giá là một nhà lãnh đạo, trí thức rất tâm huyết với sự nghiệp đổi mới và phát triển kinh tế đất nước.
Bà Phạm Chi Lan, nguyên phó Chủ tịch Phòng Thương mại và Công nghiệp Việt Nam (VCCI), đánh giá nguyên Phó thủ tướng Vũ Khoan là một trong các nhà lãnh đạo tài giỏi, trí tuệ cao và tâm huyết với sự nghiệp đổi mới, phát triển đất nước. Ông là nhà lãnh đạo trong sạch, giản dị, gần gũi với mọi người kể cả với giới trẻ như sinh viên của các trường đại học hay cán bộ làm việc tại các địa phương. Ông có tầm nhìn xa, rất rõ về con đường đổi mới, hội nhập của Việt Nam với thế giới và nỗ lực rất lớn thực hiện khát vọng này.
Trao đổi với Tạp chí điện tử Người Đưa Tin, ông từng nói: "Tôi thường nói với gia đình và bạn bè rằng: "Lên" thì không nên biết cách "lên", nhưng "xuống" thì cần biết thời điểm và cách "xuống". Đấy là cái tôi tâm niệm và cố làm như vậy. Có việc gì mình làm chưa xong thì hãy để người khác làm tiếp, có khi họ còn làm tốt hơn mình. Đến tuổi nào đó thì mình nên lùi ra để thế hệ khác tiếp theo,.... Cuộc sống là không ngừng, bao giờ cũng có những việc không xong".